# College Rhythm
College Rhythm is een Amerikaanse muziekfilm uit 1934 onder regie van Norman Taurog. Destijds werd de film in Nederland uitgebracht onder de titel Studentenpret.

## Verhaal
De student Francis Finnegan heeft vooral interesse voor meisjes. Zijn vriend Larry Stacey heeft veel moeite met zijn  vrijpostige gedrag. De zaken lijken mis te lopen voor Francis, als hij niet meteen werk vindt na afloop van zijn studie.

## Rolverdeling
| Acteur            | Personage           |
| ----------------- | ------------------- |
| Joe Penner        | Joe                 |
| Jack Oakie        | Francis J. Finnegan |
| Lanny Ross        | Larry Stacey        |
| Lyda Roberti      | Mimi                |
| Helen Mack        | June Cort           |
| George Barbier    | John P. Stacey      |
| Mary Brian        | Gloria Van Dayham   |
| Franklin Pangborn | Peabody             |
| Robert McWade     | Herman Whimple      |
| Harold Minjir     | Whiterspoon         |
| Dean Jagger       | Mijnheer Robbins    |